# Jiří Sedmík
Jiří Sedmík (9. dubna 1893 Praha-Staré Město – 18. prosince 1942 v Plötzensee) byl český legionář, politik a diplomat. Během studií na Karlově univerzitě dostal povolávací rozkaz do rakousko-uherské armády bojující v první světové válce a byl odvelen na východní frontu do Ruska, kde však padl do zajetí. Následně vstoupil do československých legií. V Rusku se seznámil s Tomášem Garriguem Masarykem a stal se jeho průvodcem a tajemníkem během ruského Masarykova pobytu. Sedmík zorganizoval přesun legií po Transsibiřské magistrále do Československa a zastupoval republiku na mírových jednáních v Paříži. Během první republiky pracoval jako tajemník Edvarda Beneše a činný byl též v Českobratrské církvi evangelické. Po vypuknutí druhé světové války spolupracoval s protifašistickým odbojem (patřil mezi členy odbojové skupiny zformované kolem Karla Jaroše získávající informace z prostředí nacistických bezpečnostních složek), avšak v březnu 1941 byl zatčen a Lidovým soudem v červnu 1942 odsouzen k trestu smrti, který byl vykonán krátce před koncem toho roku.
Sedmík ovládal šest cizích jazyků (francouzštinu, angličtinu, němčinu, ruštinu, polštinu a srbštinu) a byl i literárně činný. Napsal dvě práce z oblasti politiky a ekonomie.

## Životopis
Sedmík absolvoval gymnázium a abiturientský kurs při pražské Československé akademii obchodní. Poté byl přijat na Filozofickou fakultu Karlovy univerzity. Když měl za sebou osm semestrů studia, dostal povolání do rakousko-uherské armády. Narukoval 14. července 1914 a byl odvelen na východní (ruskou) frontu první světové války. Tam v dubnu 1916 padl do zajetí. Měl sice snahu stát se členem zdejších československých legií, protože však ty se svým vznikem otálely, stal se členem srbské armády, s níž se účastnil bojů v Dobrudži. V květnu 1916 však československé legie skutečně vznikly a Sedmík do nich 20. května 1916 vstoupil.
Roku 1917 působil ve funkci důstojnického delegáta na sjezdu v Kyjevě a během zdejšího pobytu Tomáše Garrigua Masaryka působil jako jeho sekretář. Odjel s ním v září 1917 do Petrohradu a byl přidělen coby zástupce československých jednotek v Rusku k misi, jež zajišťovala převoz československých legionářů na západní (francouzskou) frontu. Vedle toho také zastával pozici československého atašé u štábu polských vojsk v Novonikolajevsku. Během přesunu československých legií po Transsibiřské magistrále a Japonsko se dostal do Spojených států amerických, kde od roku 1920 pracoval na postu vojenského atašé a zároveň byl již od roku 1918 vedoucím politické mise ruských legií na mírové konferenci v Paříži. V Americe se navíc oženil se svou snoubenkou Růženou. Na svatbě jim byl za svědka Jan Masaryk.
Po návratu do Československa ukončil své působení v legiích, ze kterých vystoupil 30. listopadu 1920, a stal se zaměstnancem ministerstva zahraničních věcí na pozici smluvního úředníka (od 1. května 1921). Zároveň pracoval jako tajemník Edvarda Beneše, jehož si (stejně jako Masaryka) velmi vážil. Beneše Sedmík přivedl i mezi svobodné zednáře. Byl členem Československé sociálně demokratické strany dělnické a za tuto stranu neúspěšně kandidoval roku 1935 do tehdejšího parlamentu, tedy do Národního shromáždění republiky Československé. Stranické nakladatelství navíc vydávalo i Sedmíkovy knihy.

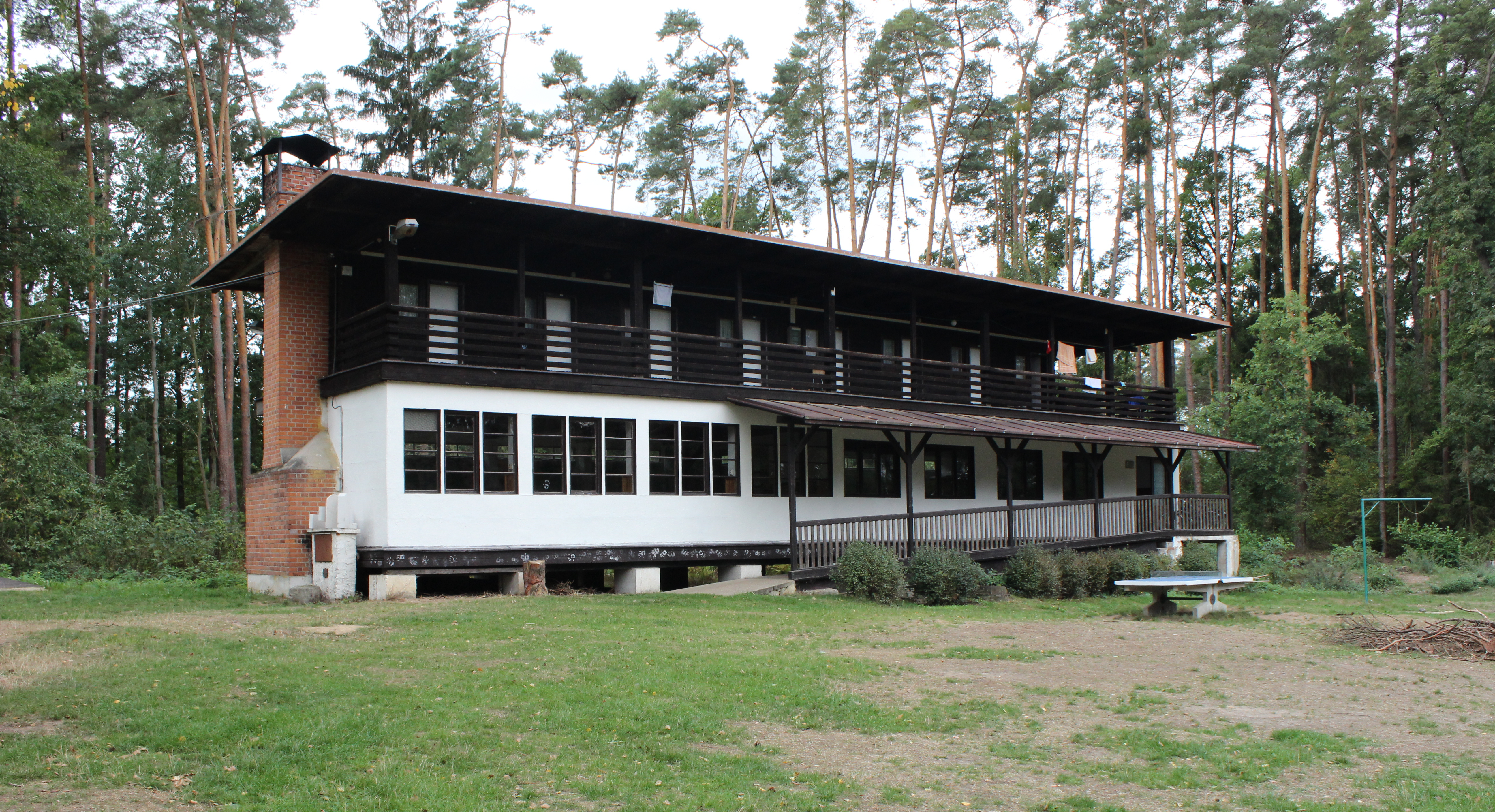
Sedmík, objekt v Letním táboře Komenského

Sedmík byl pilný a ctižádostivý (ovládal šest cizích jazyků), díky čemuž se vypracoval až na pozici vrchního ministerského komisaře a poté i odborného rady. Činný však byl rovněž v Českobratrské církvi evangelické a působil také jako předseda Letního tábora Komenského u Bělče nad Orlicí patřícího této církvi. V táboře je postavena rekreační budova nazvaná „Sedmík“, jež byla za jeho účasti 30. července 1937 otevřena.
Po vzniku Protektorátu Čechy a Morava nastoupil – v souvislosti s likvidací československého ministra zahraničí – od 31. května 1939 dovolenou a k 31. březnu 1941 byl přeložen do trvalé výslužby. Během válečných let se však Sedmík aktivně zapojil do protinacistického odboje. Koncem roku 1938 založil organizaci Politické ústředí, jež udržovala těsné spojení s Edvardem Benešem a k jejímž členům patřili vedle jiných i Prokop Drtina či Vladimír Krajina. Současně s tím patřil mezi členy odbojové skupiny pod vedením policejního rady Karla Jaroše, která prostřednictvím štábního kapitána Václava Morávka a podplukovníka Josefa Balabána spolupracovala s organizací Obrana národa, jež se skládala především z příslušníků československé armády. Pro Obranu národa zprostředkovávali informace z prostředí nacistických bezpečnostních složek (seznamy zadržených, důvěrníků či úředníků gestapa). Profesor Václav Černý skupinu kolem Karla Jaroše, jejímž členem byl též pražský primátor doktor Otakar Klapka, označoval pojmem „Sedmíkovci“.
Během jara 1940 bylo pozatýkáno deset členů organizace okolo Karla Jaroše. Vyšetřovatelé je obvinili z velezrady a z vyzrazení státního tajemství. Sedmík byl zajištěn 8. dubna 1940 a postupně prošel věznicemi v Praze na Pankráci (do 28. září 1940), v Drážďanech (do konce roku 1941), v Goleniówě (do května 1942) a v berlínském Moabitu. Dne 12. června 1942 ho německý Lidový soud, který probíhal v Berlíně, odsoudil k trestu smrti a zároveň ho zbavil všech čestných občanských práv. V den, kdy se rozsudek stal právoplatným, navíc ztratil nárok na odpočivný plat (výsluhu) a také penzijní zaopatření pro pozůstalé. Krátce před Vánoci 1942 byl Sedmík v Berlíně popraven. Výlohy nacistického Německa na tuto popravu musela pozůstalá rodina uhradit.
Po skončení druhé světové války byl dne 26. července 1946 Sedmík oceněn jmenováním in memoriam vrchním odborovým radou a ministerským radou. A v roce 2004 navrhoval Senát prezidentu republiky Václavu Klausovi udělit Sedmíkovi řád Tomáše Garrigua Masaryka. Vyznamenání však nakonec nezískal.

## Literární činnost
Sedmík byl také literárně činný. Sepsal a roku 1932 vydal práci nazvanou „Úvod do politického myšlení“. Ve stejném roce se spolu s Josefem Mackem a Lvem Wintrem autorsky podílel na díle „Současná světová krise hospodářská, politická a sociální: její příčiny, účinky a řešení“.

## Pomníky připomínající Jiřího Sedmíka

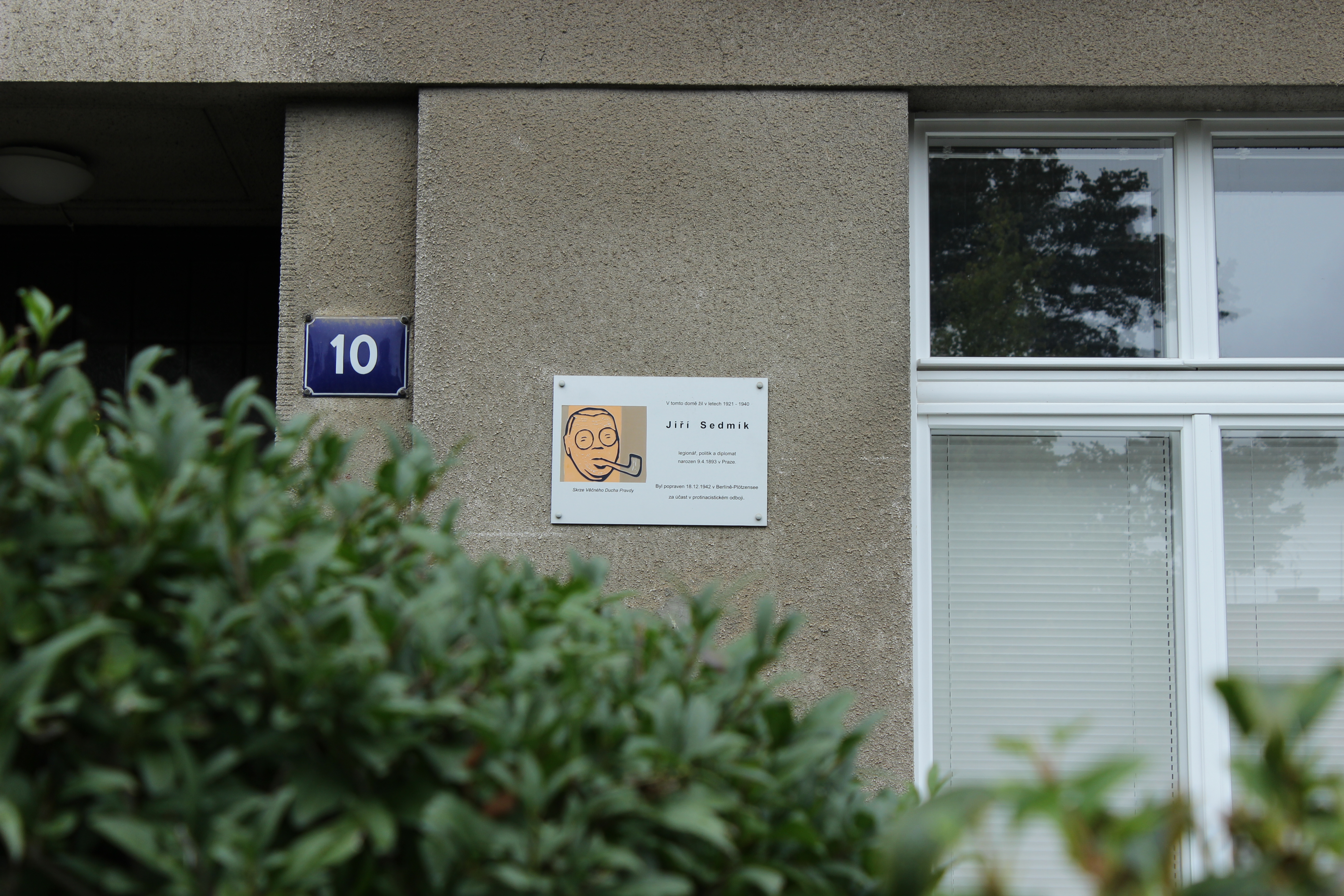
Pamětní tabulka na domě v ulici Na Valech

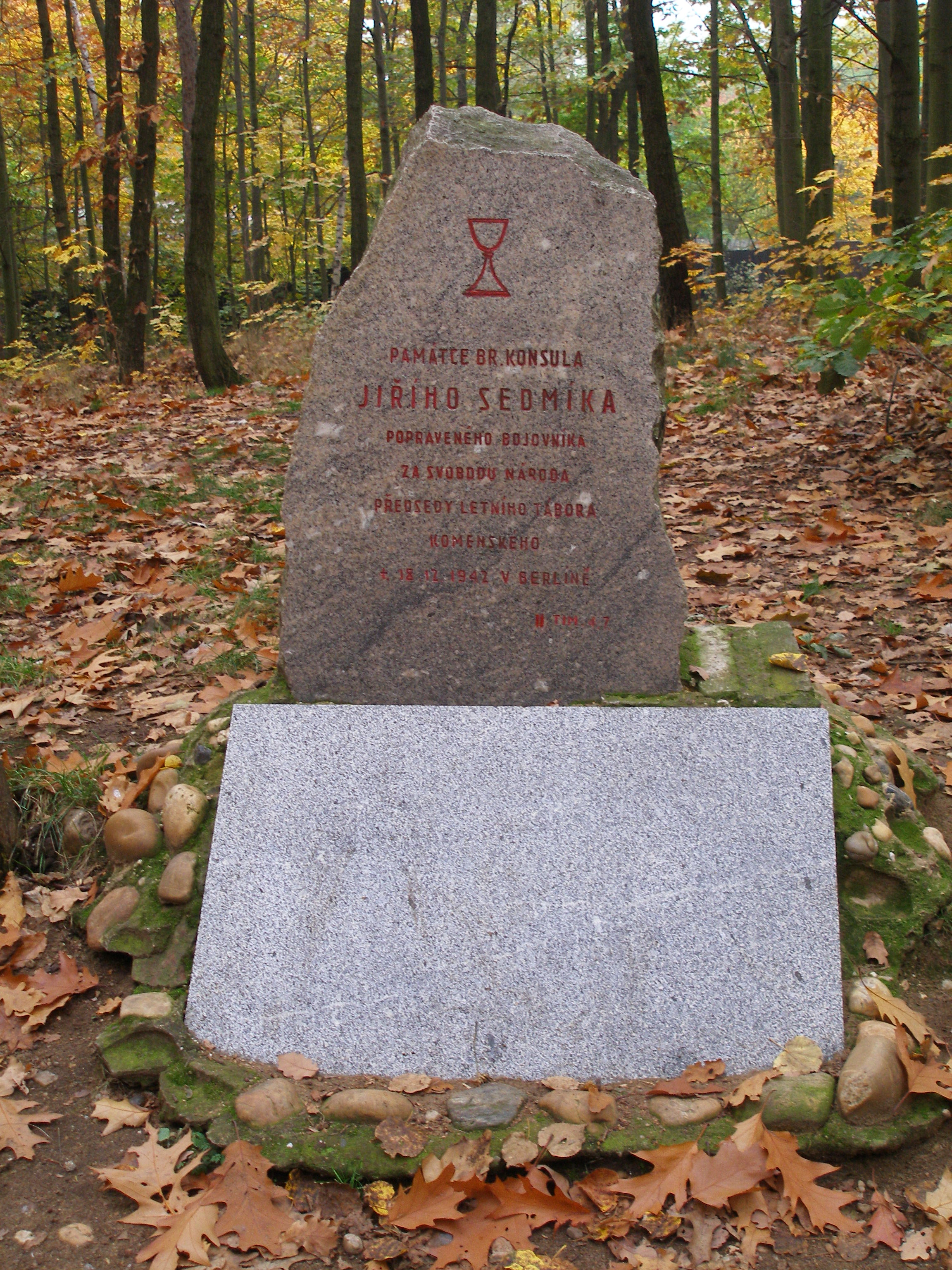
Pomník Jiřího Sedmíka v Praze na Farkách

Českobratrská církev evangelická zbudovala a v červnu 1946 odhalila Sedmíkovi pomník, jenž je umístěn na vršku Palírka u pražských Bohnic v oblasti zvané Na Farkách. Vedle něj upomíná na Sedmíka ještě pamětní deska umístěná na domě v pražské ulici Na Valech číslo 10, v němž až do svého zatčení gestapem žil. Slavnostní odhalení desky proběhlo 9. dubna 2006, tedy v den, kdy uplynulo přesně 113 let od jeho narození.
Současně s tím je zmíněn i na pamětní desce ve Strahovské ulici v Praze (u vstupu do zdejších hradeb) a na pamětní desce v Černínském paláci (sídlo Ministerstva zahraničních věcí České republiky).

## Ocenění
V roce 2014 mu byla udělena Cena Václava Bendy (in memoriam).